# الدوري الإنجليزي لكرة القدم 1933–34
الدوري الإنجليزي لكرة القدم 1933–34 (بالإنجليزية: 1933–34 Football League)‏ هو موسم من دوري كرة القدم الإنجليزي. فاز فيه نادي أرسنال.